# Passailer Hofhaus

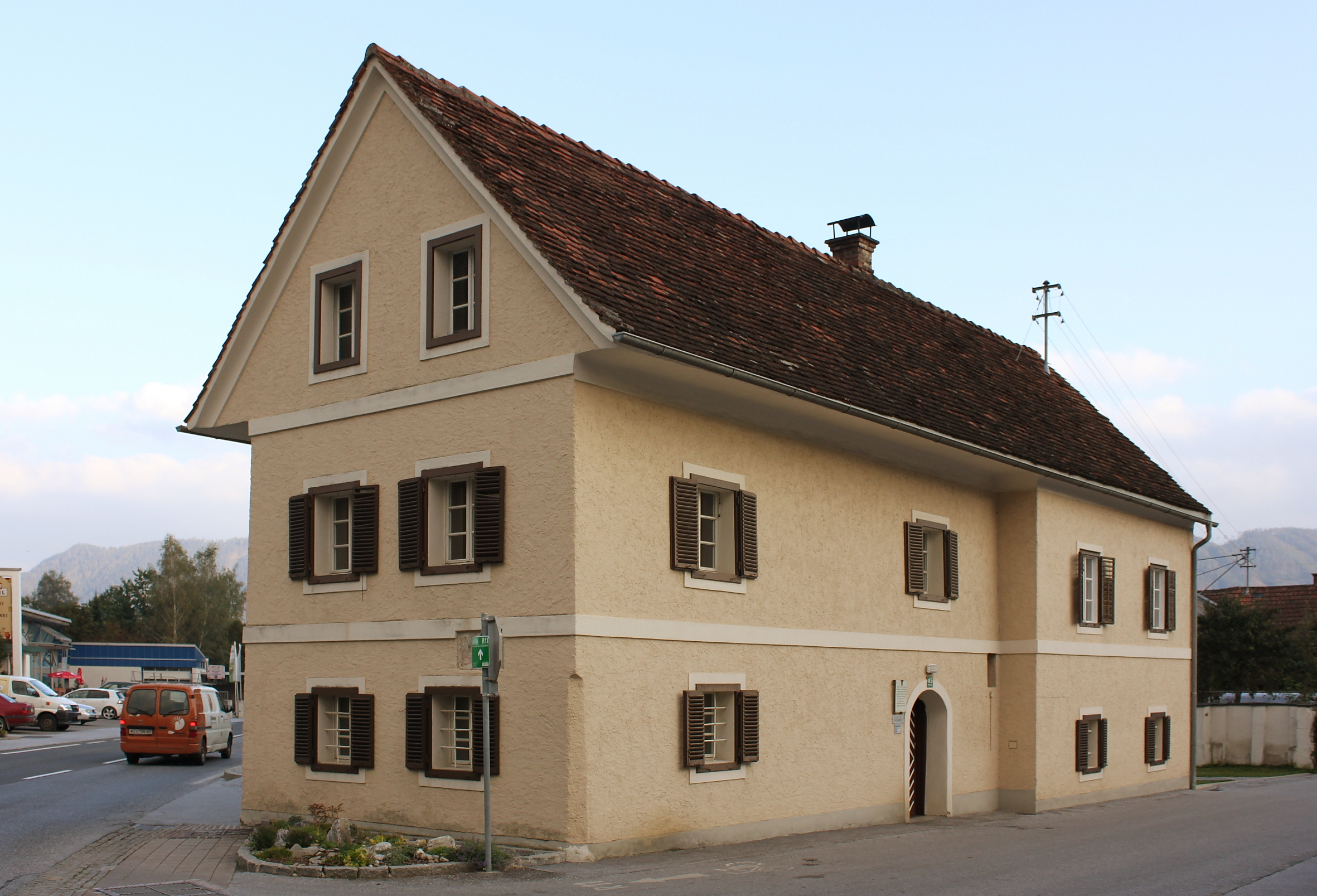
Passailer Bibliothek

Das Passailer Hofhaus in der Marktgemeinde Passail auf Nr. 45 beherbergt seit 1980 die Passailer Bibliothek.
Das Haus wurde 1420 als Hofhaus der Adelsfamilie Stubenberg genannt. Erwähnt wurde die Nutzung als Nagelschmiede, was sich durch die Lage direkt an der Raab – welche an der Längsseite und Rückseite des Hauses vorbeifließt – wurde die Nutzung der Wasserkraft noch heute erklärt. Das Haus wurde im 16. Jahrhundert der Bürgerschaft übergeben. Im Jahre 1726 wurde es baulich erweitert und im 19. Jahrhundert als Armenhaus und Herberge genutzt. Das Gebäude ist mit Schenkung im Jahre 1913 im Eigentum der Marktgemeinde. Nach einer Restaurierung im Jahre 1980 wurde das Haus für die Nutzung als Bibliothek gewidmet.